# 오성균
오성균(1983년 11월 22일 ~ )은 대한민국의 방송인, 게임 해설자이다.

## 개요
나이스게임TV 및 온게임넷의 워크래프트3 해설로 활동하였다.
온게임넷의 예능 프로그램에도 참여한 경험이 있다.
2012년 5월 8일 나이스게임TV에서 퇴사하였다.
darkhorse라는 닉네임을 사용하기도 한다.

## 경력
- 워크래프트3
  - WarcraftGallary Warcraft3 Wplayer League
  - MIL 2006 Summer 예선
  - Allstar Clan Battle Season 4
  - Warcraft3 Super League 수호신전
  - The Warcraft League
  - Allstar Clan Battle Season 5
  - Korea Elite Classic 2006
  - Hand of god Warcraft League
  - Super Fight #2
  - Allstar Clan Battle Season 6
  - Blizzard Ladder Season 4 아시아 지역 예선
  - A.onE 클랜배 GWL Season 1
  - 응패화기삼차배 중한 마수대항전
  - Ryuki.net배 Gamplex Warcraft3 League Season 2
  - Allstar Clan Battle Season 7
  - Cheers배 Gamplex Warcraft3 League Season 3
  - Warcraft배 Gamplex Warcraft3 League Season 4
  - 서울 국제 e스포츠 페스티벌
  - Afreeca Warcraft3 League 2007-2008 Season 1
  - Afreeca Warcraft3 League 2007-2008 Season 2
  - Afreeca Warcraft3 League 2007-2008 Season 3
  - National Gamng League 2007-2008 Final
  - KODE5 한국대표 선발전 온라인 예선
  - WCG 2008 Warcraft3 부문
  - WCG 2009 Warcraft3 부문
  - WCG 2010 Warcraft3 부문
  - WCG 2011 Warcraft3 부문
  - WCG 2012 Warcraft3 부문
- 스페셜포스
  - Special Force 무한리그
  - 전주 게임 엑스포 2007
- 카트라이더
  - KT Leadership Academy e-Sports 체험행사
  - 2007 한국 게임 2 TOP 카트라이더 리그
- 프리스타일
  - 전주 게임 엑스포 2007
- 리그 오브 레전드
  - 2011 WCG 리그 오브 레전드 종목 해설
  - NLB Spring 2012

## 인용
1. ↑  'esFORCE 114호' 멈추지 않는 ‘워3 사랑’, 오성균[깨진 링크(과거 내용 찾기)] 파이터포럼